# اسلیگیل
اسلیگیل (به انگلیسی: Sleagill) یک روستا و محله مدنی در بریتانیا است که در منطقه ادن واقع شده‌است. اسلیگیل ۲۸۲ نفر جمعیت دارد.